# Woolton Hill
Woolton Hill – wieś w Anglii, w hrabstwie Hampshire, w dystrykcie Basingstoke and Deane. Leży 33 km na północ od miasta Winchester i 89 km na zachód od Londynu.